# الانتخابات في كرواتيا
يفرض الدستور والتشريعات التي يسنها البرلمان الكرواتي إجراء الانتخابات المنتظمة في البلاد. الرئاسية، البرلمانية، حكام المقاطعات والمجالس، رؤساء المدن والبلديات ومجالس المدن والبلديات. منذ عام 1990، أجريت سبع انتخابات رئاسية. خلال نفس الفترة، تم إجراء عشرة انتخابات برلمانية (مع انتخابين لمجلس الشيوخ عندما كان البرلمان من مجلسين). بالإضافة إلى ذلك، أجريت تسع انتخابات محلية على مستوى البلاد. كما أجرت كرواتيا ثلاثة انتخابات لانتخاب أعضاء البرلمان الأوروبي بعد انضمامها إلى الاتحاد الأوروبي في 1 يوليو 2013.
يتم انتخاب رئيس كرواتيا لمدة خمس سنوات عن طريق التصويت المباشر لجميع المواطنين في نظام الأغلبية، مما يتطلب جولة ثانية إذا لم يفز أي مرشح بأكثر من 50 في المائة من الأصوات في الجولة الأولى. يتم انتخاب أعضاء البرلمان لمدة أربع سنوات في عشر دوائر انتخابية متعددة المقاعد، مع انتخاب أعضاء إضافيين في دوائر انتخابية خاصة مخصصة للشتات الكرواتي والأقليات القومية. اعتبارًا من يوليو 2020، ينص التشريع على انتخاب 151 عضوًا في البرلمان أحادي المجلس (بما في ذلك ثلاثة ممثلين عن الشتات الكرواتي وثمانية ممثلين للأقليات القومية). من بين 31 حزبًا سياسيًا فازت بمقاعد في الانتخابات البرلمانية الكرواتية التي أجريت منذ عام 1990، فاز ستة فقط بعشرة مقاعد أو أكثر في أي انتخابات برلمانية واحدة. وهؤلاء هم الاتحاد الديمقراطي الكرواتي، حزب الفلاحين الكرواتيين، حزب الشعب الكرواتي والديموقراطيين الليبراليين، الحزب الليبرالي الاجتماعي الكرواتي، الحزب الاجتماعي الديمقراطي الكرواتي وحزب ذا بريدج. يتم انتخاب حكام المقاطعات ورؤساء البلديات لمدة أربع سنوات بأغلبية الأصوات المدلى بها داخل وحدات الحكومة المحلية المعمول بها، مع انتخابات الإعادة إذا لم يحقق أي مرشح الأغلبية في الجولة الأولى من التصويت. يتم انتخاب أعضاء مجالس المقاطعات والمدن والبلدات والبلديات لمدة أربع سنوات من خلال التمثيل النسبي، مع وحدة الحكومة المحلية بأكملها كدائرة انتخابية واحدة.
يجوز لأي مواطن كرواتي يزيد عمره عن 18 عامًا أن يكون مرشحًا في الانتخابات الرئاسية أو البرلمانية أو انتخابات الحكومة المحلية، بشرط الحصول مسبقًا على عدد كافٍ من التأييد من قبل الناخبين الكروات. الانتخابات الكرواتية منظمة بشكل جيد نسبيًا. تشمل اللوائح حدود الإنفاق، وحدود التبرعات السنوية، والقيود على عدد المرشحين المعتمدين والقوائم الانتخابية واللوائح التي تحكم التغطية الإعلامية. يتم التصويت في مراكز الاقتراع في كرواتيا وخارجها، ويتم مراقبته من قبل مجلس انتخابي ومراقبين في كل محطة. تتكون بطاقات الاقتراع من قائمة أبجدية بالمرشحين، أو قائمة انتخابية بأرقام ترتيبية (يتم وضعها في دائرة للإشارة إلى التصويت). يتم عد جميع الأصوات باليد. تنشر مفوضية الانتخابات في الولاية النتائج الرسمية وتعالج الشكاوى، بدعم من اللجان الانتخابية في المقاطعات والمدن والبلدات أثناء الانتخابات المحلية. يمكن استئناف قرارات اللجان الانتخابية أمام المحكمة الدستورية لكرواتيا.

## أنظر أيضا
- السياسة في كرواتيا
- رئيس كرواتيا
- برلمان كرواتيا